# Вельтман, Владимир Викторович
Владимир Викторович Вельтман (27 декабря 1959, Таганрог) — российский художник.

## Биография
Родился 27 декабря 1959 года в Таганроге в семье инженера местного авиационного завода им. Димитрова.
Владимир закончил таганрогскую железнодорожную школу № 15. Активно занимался лёгкой атлетикой, достиг серьёзных успехов в дисциплине «тройной прыжок».
В семилетнем возрасте был принят в художественную студию при школе № 4. Закончил таганрогскую Детскую художественную школу в 1975 году. Ученик Леонида Стуканова.
Закончив в 1977 году школу, поступал на отделение монументального искусства Киевского художественного института, но не прошёл по конкурсу. Работал художником-оформителем на таганрогском заводе «Красный гидропресс». Весной 1978 года был призван в армию, служил в СКВО. Несколько раз направлялся в командировки в Афганистан. Получил тяжёлую контузию. Награждён орденом Красной Звезды (1980).
В 1984 году закончил Ростовское художественное училище имени М. Б. Грекова (мастерская  Германа Михайлова).
По окончании училища длительное время жил и работал в Харькове. В 90-х годах работал в Польше, Чехии, США, Словакии.
В 2002 году участвовал в национальном проекте «Культурные герои XXI века», представив вниманию зрителей персональную выставку «Затерянный мир — Артефакты» (инсталляции, фотография).
В 2003 году принимал участие в международном арт-проекте «Абстракция или поиск закономерности», осуществлённом нюрнбергской галереей IN ZABO и Харьковской городской художественной галереей.
Активно работает в технике коллажа. Часто использует в своих работах керамические и стеклянные осколки, выбрасываемые волнами на берег Таганрогского залива Азовского моря.
С 2015 года живёт и работает в Таганроге.

## Работы находятся в собраниях

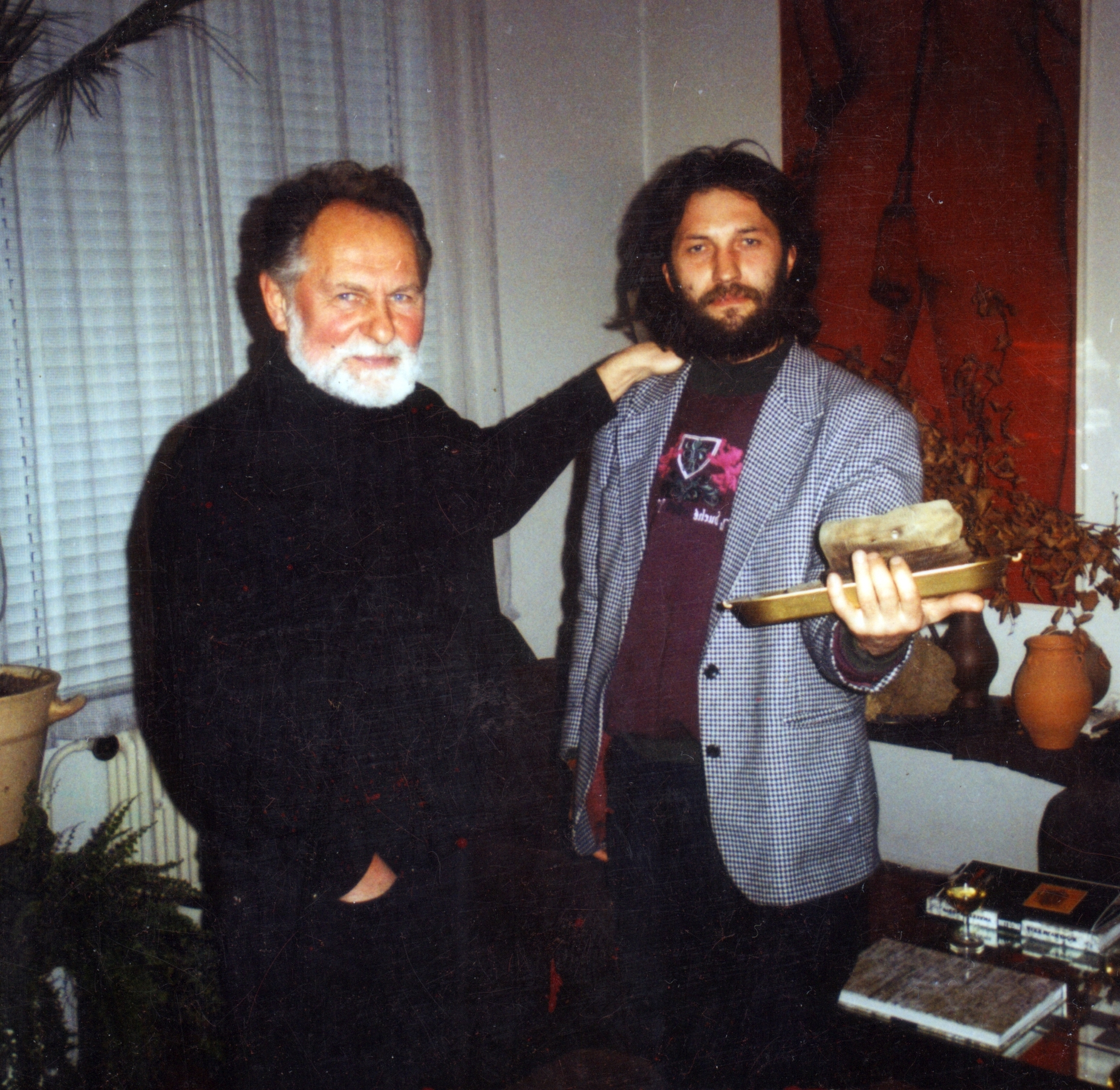
Алекс Млынарчик и Владимир Вельтман. Братислава, 1999 г.

- Ростовский областной музей изобразительных искусств, Ростов-на-Дону.
- Центр современного искусства М’АРС, Москва.
- Харьковский художественный музей, Харьков, Украина.
- Таганрогский художественный музей, Таганрог.
- Таганрогский государственный литературный и историко-архитектурный музей-заповедник, Таганрог.
- Музей современного изобразительного искусства на Дмитровской, Ростов-на-Дону.
- Zimmerli Art Museum at Rutgers University (собрание Нортона Доджа), Нью-Джерси, США.[7]
- Eduard Nakhamkin Fine Arts, Нью-Йорк, США.[7]
- Коллекция Александра Токарева, Старочеркасская.
- Галерея ZHDANOV, Таганрог.
- Коллекция Джесси Джексона, США.
- Коллекция Алена Делона, Франция.
- Частные коллекции России, Украины, Франции, США, Германии, Италии, Канады, Англии, Израиля, Словакии.[6]

## Персональные выставки
- 2024 — «Станция „Мир“». Ростовский областной музей изобразительных искусств, Галерея ZHDANOV, Ростов-на-Дону.[16][17][18]
- 2019 — «47-я параллель». Выставочный зал ТО Союза художников России, Таганрог.[3][19][20]
- 2017 — «Не хлебом единым...» (совм. с Н. Копцевым). Выставочный зал Таганрогской библиотеки им. А. П. Чехова, Таганрог.[7][8][21]
- 2005 — «Эмблематы». Харьковская муниципальная художественная галерея, Харьков.[1][6][22][23][24]
- 2002 — «Затерянный мир — Артефакты». Харьковская государственная академия дизайна и искусств, Харьков[9]
- 1998 — «Владимир Вельтман». Харьковский художественный музей, Харьков.[2]
- 1996 — «Владимир Вельтман». Галерея «Busch Campus Center», Нью-Джерси, США.[3]
- 1993 — «Владимир Вельтман». Галерея «М'АРС», Москва.[25]
- 1991 — «Fetishism № 0». Клуб «Unicourt», Харьков.[26]
- 1988 — «Владимир Вельтман. Живопись». Выставочный зал ДК «Строитель», Харьков.[26]

## Галерея

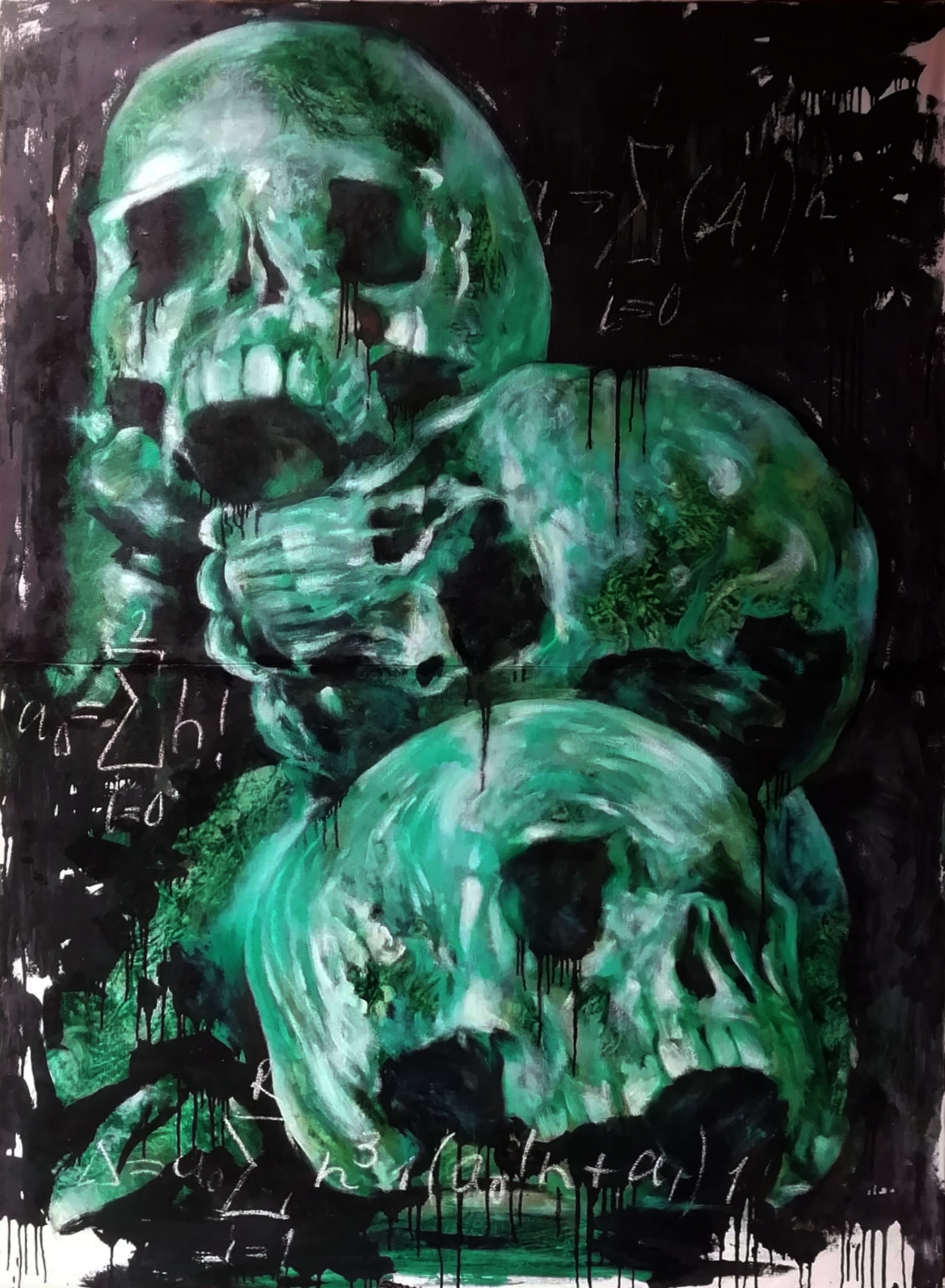
«Хрустальные черепа», Х/м, 180х130, 2022
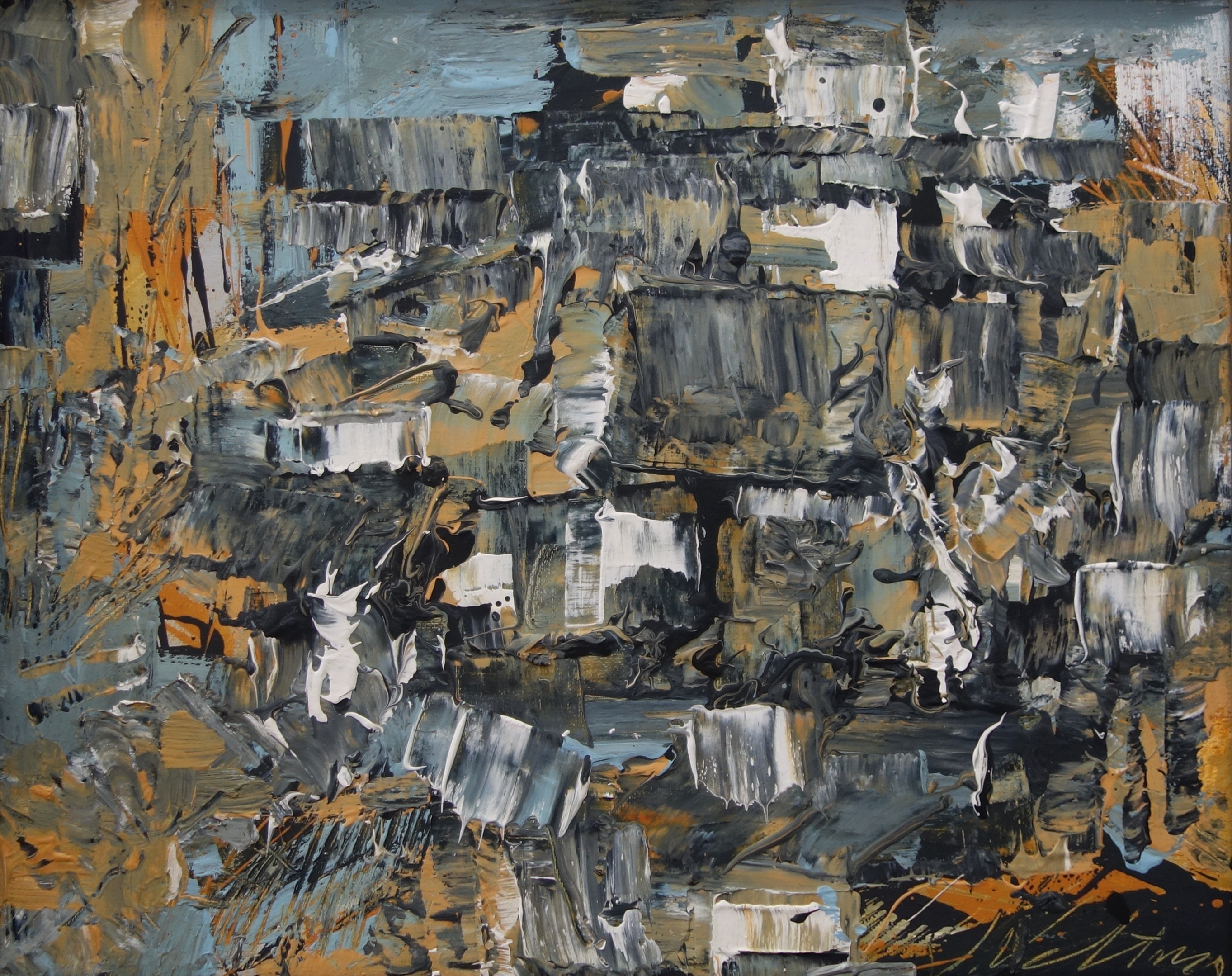
«Богудония», Х/м, 40х60, 2019
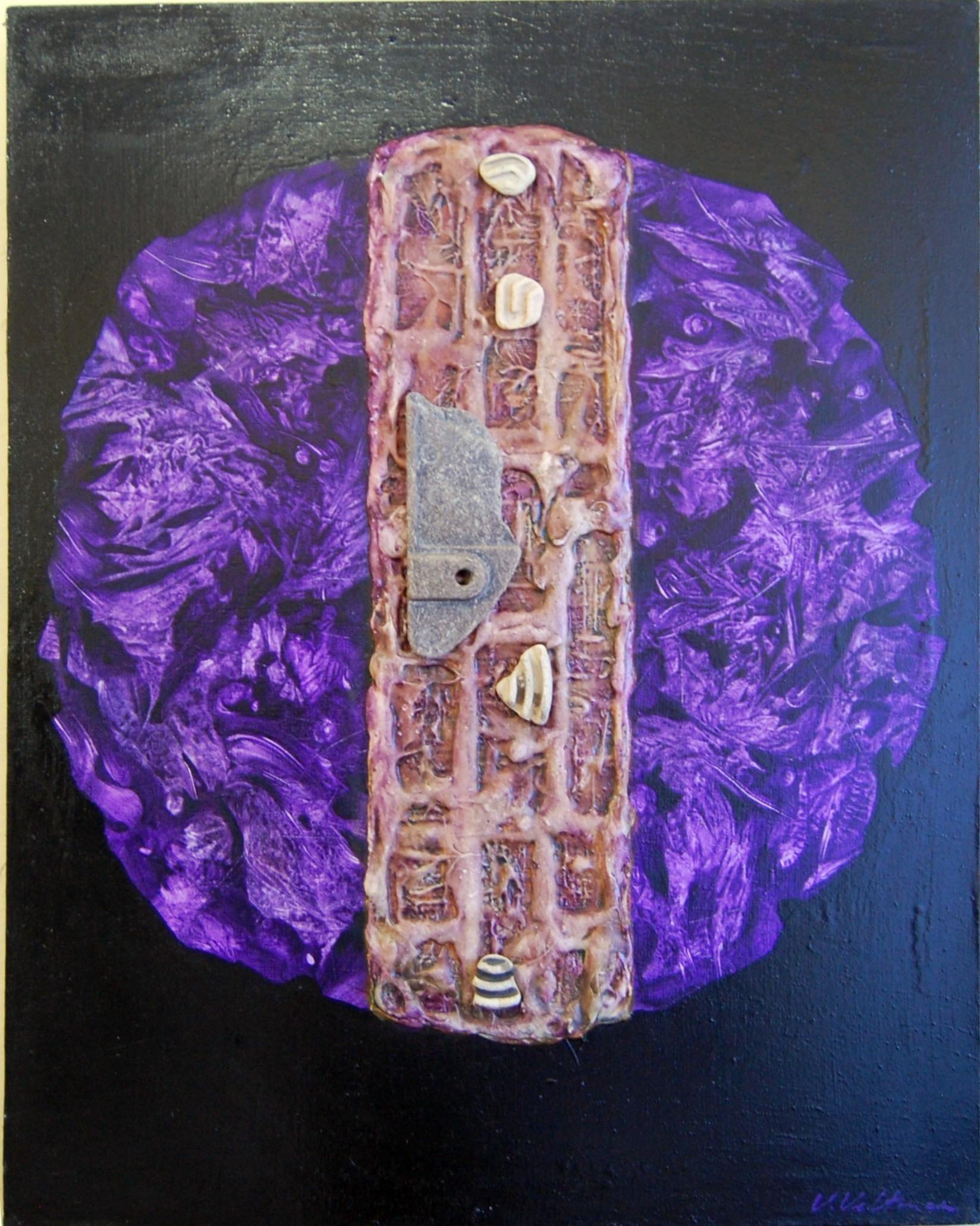
«Человеческая полоса», Х/м, смеш. техника, 100х79, 2017
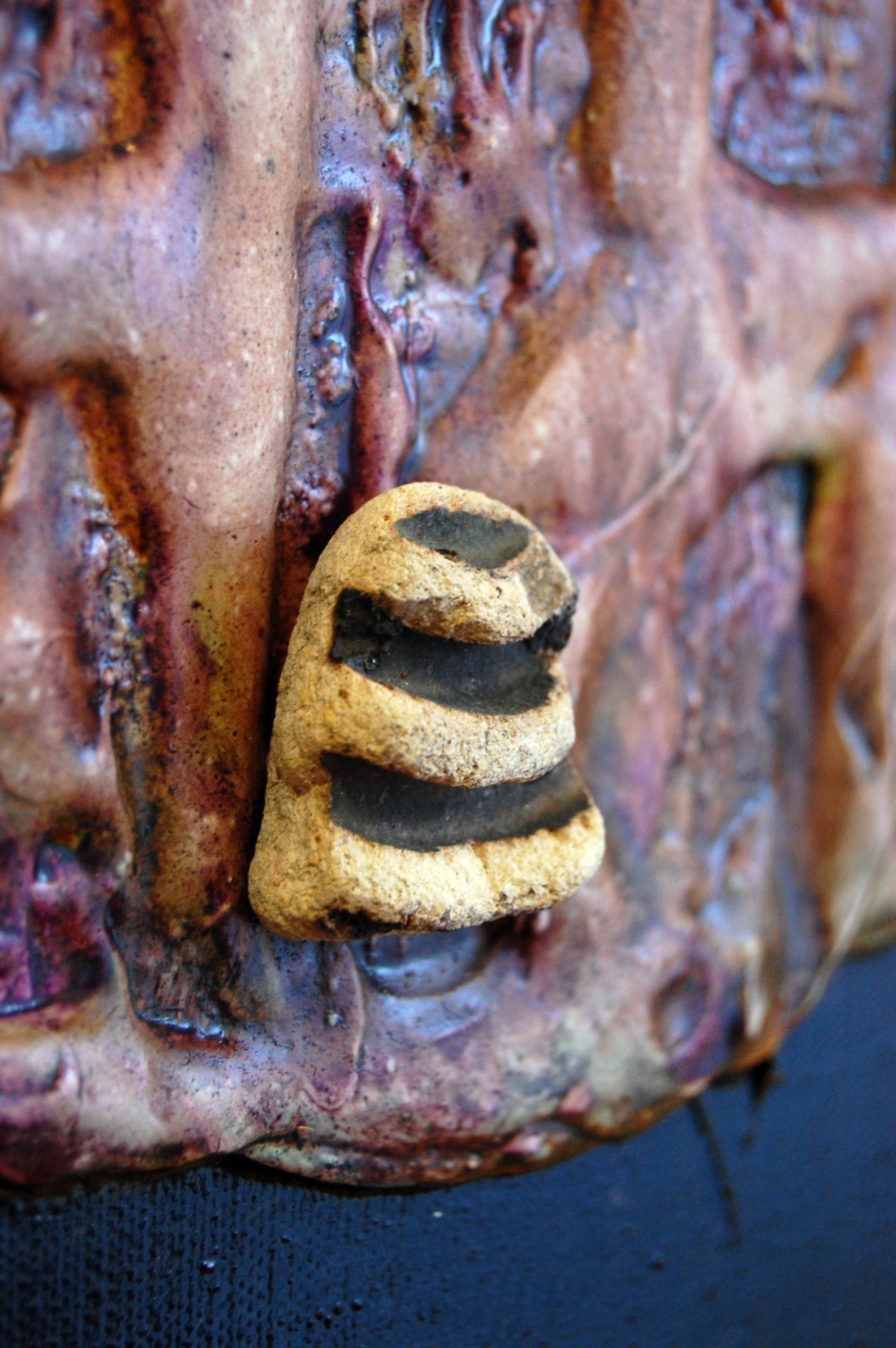
«Человеческая полоса» (фрагм.), Х/м, смеш. техника, 100х79, 2017
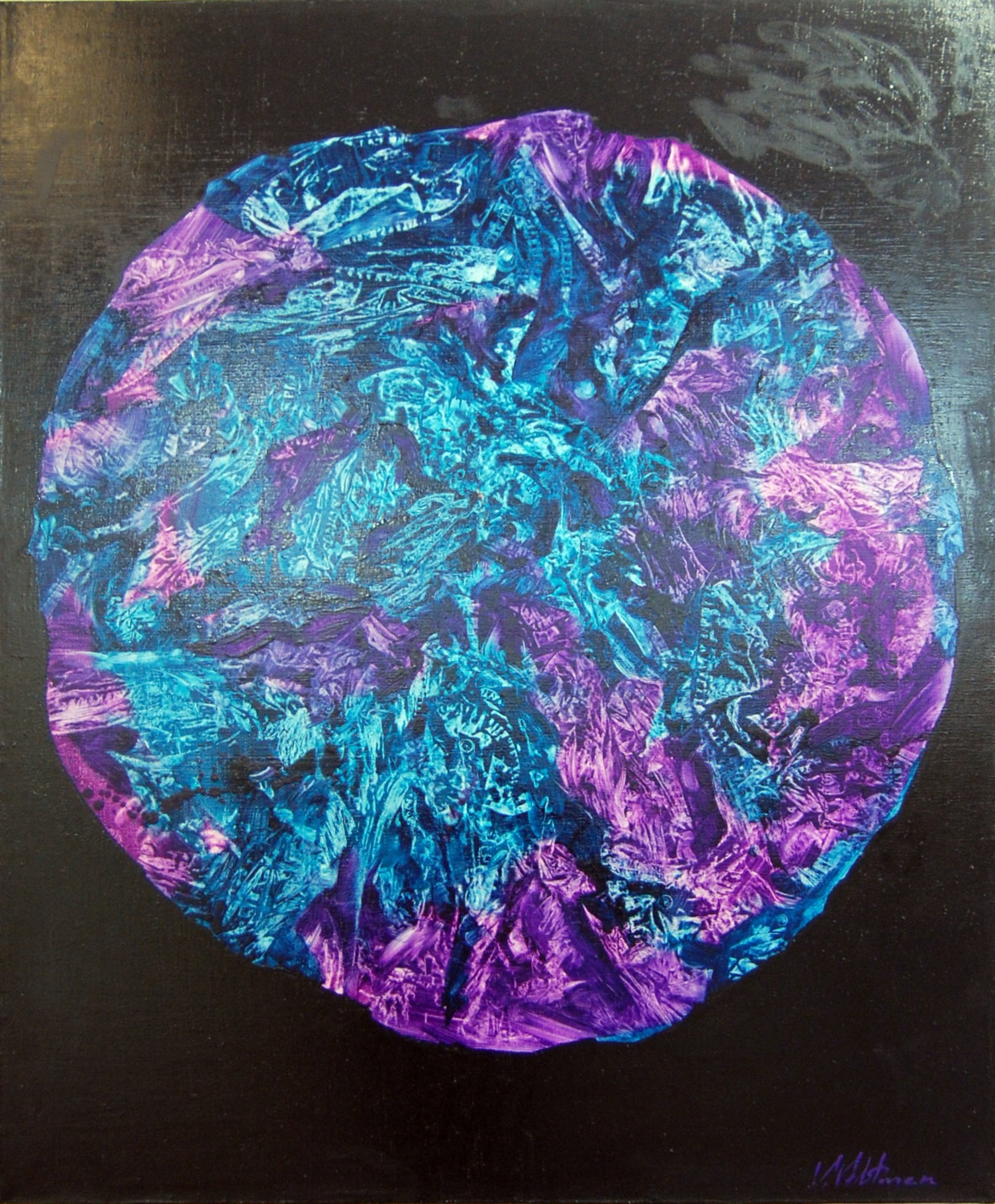
«Экзопланета № 1», Х/м, смеш. техника, 102х82, 2017
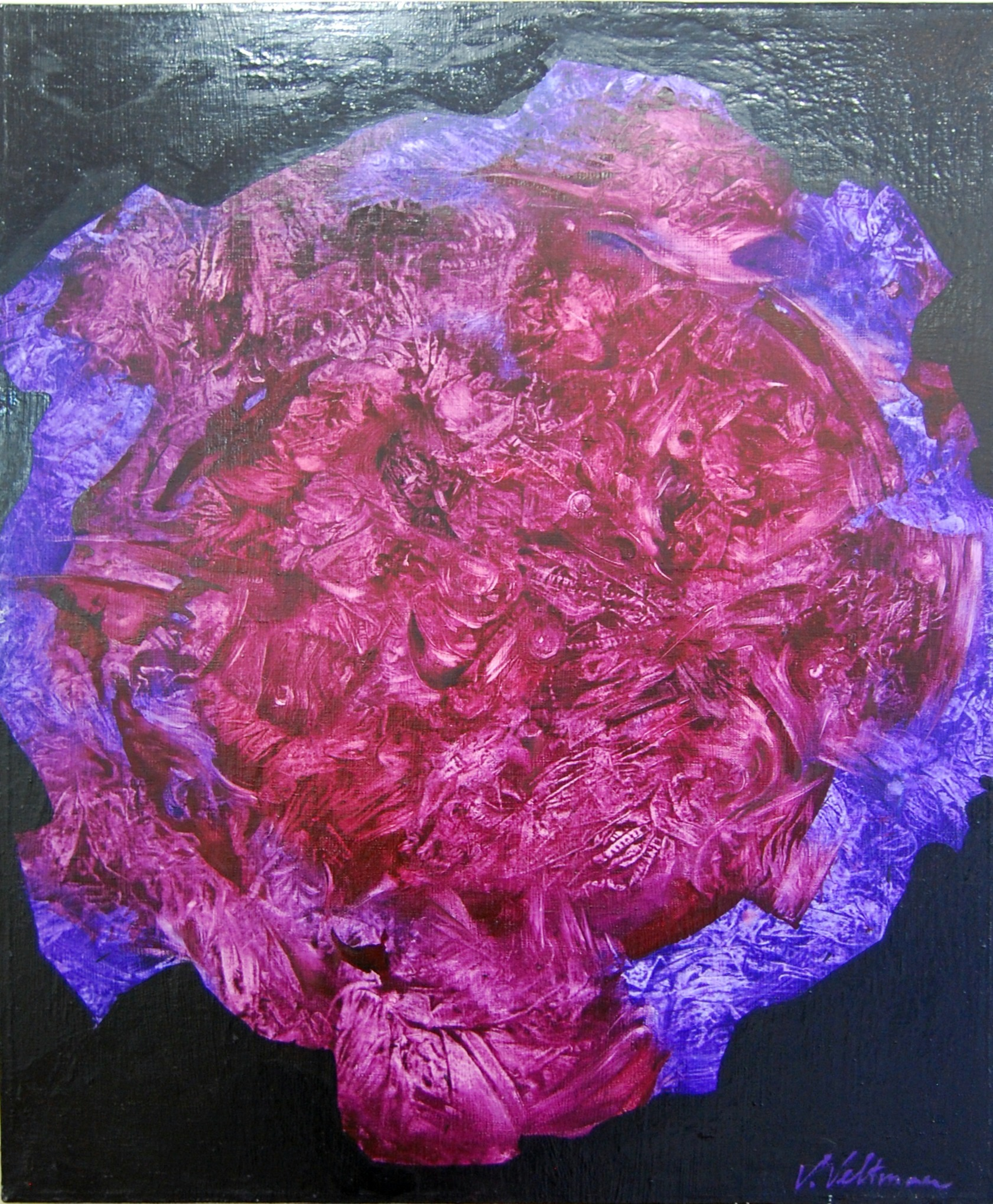
«Экзопланета № 2», Х/м, смеш. техника, 102х82, 2017

## Избранные групповые выставки
- 2022 — «30 лет Таганрогскому отделению Союза художников РФ». Таганрогский художественный музей, Таганрог.[27][28]
- 2021 — «Абстрактное искусство современных художников». МСИИД, Новошахтинский драмтеатр, Новошахтинск.
- 2021 — «Принцип случайного». Музей современного изобразительного искусства на Дмитровской, Ростов-на-Дону.[29][30][31]
- 2020 — «Радуга Юга — 2020». Выставочный комплекс СХ РФ, Пятигорск.[32]
- 2019 — «Не подводя итоги...». Таганрогский художественный музей, Таганрог.[33]
- 2019 — «После Графа». Галерея ZHDANOV, Выставочный зал ТО Союза художников России, Таганрог[34][35][36].
- 2017 — «После Графа». Галерея ZHDANOV, Выставочный зал ТО Союза художников России, Таганрог.[4][37][38][39]
- 2003 — «Абстракция или поиск закономерности». Галерея IN ZABO, Харьковская городская художественная галерея, Харьков.[13]

## Цитаты
- «Абстрактная живопись — это мановение души в поисках идеала. Стремление увидеть за гранью обыденного представления — суть вещей. Узреть оборотную сторону действительности. Фактически обрести себя не в хаотичном движении, а в целостности гаммы света. Абстрактная живопись — это всего лишь способ или путь к самому себе, зеркало состояния сущности»[13] — Владимир Вельтман, 2003.